# Cirilo III de Constantinopla
Cirilo III de Constantinopla (em grego: Κύριλλος Γ΄; m. depois de 1654), dito Spanos (em grego: Σπανός), foi patriarca ecumênico de Constantinopla por duas vezes, em 1652 e 1654. Nascido em Xanthi, Cirilo foi também bispo metropolitano de Corinto (1655-1675), Filipópolis e Tarnovo, mas nunca viveu nessas metrópoles. De caráter perverso e propenso a intrigas, o que provocou problemas constantes em seus mandatos, incluindo no patriarcado.
Depois de sua segunda deposição, Cirilo foi exilado para Chipre.